# Gać (Helenów Pierwszy)
Gać – część wsi Helenów Pierwszy w Polsce, położona w województwie wielkopolskim, w powiecie konińskim, w gminie Kramsk. Należy do sołectwa Helenów Pierwszy.
W latach 1975–1998 Gać administracyjnie należał do województwa konińskiego.